# Elisabeth Hobbs
Elisabeth Hobbs is een Brits voormalig waterskiester.

## Levensloop
Hobbs werd tweemaal wereldkampioen en driemaal Europees kampioen in de Formule 1 van het waterski racing.

## Palmares
Formule 1
- 1981:  Wereldkampioenschap
- 1982:  Europees kampioenschap
- 1983:  Europees kampioenschap
- 1983:  Wereldkampioenschap
- 1986:  Europees kampioenschap